# Laguna Niguel
La municipalité de Laguna Niguel est située dans le comté d’Orange, en Californie, aux États-Unis. En 2000, elle comptait 61 891 habitants.

## Démographie
| 1970  | 1980   | 1990   | 2000   | 2010   | - |
| ----- | ------ | ------ | ------ | ------ | - |
| 4 644 | 12 237 | 44 400 | 61 891 | 62 979 | - |